# Jill Brukman
Jill Brukman, née le 8 mars 1973, est une nageuse sud-africaine.

## Carrière
Jill Brukman participe aux Jeux olympiques d'été de 1992 à Barcelone ; elle nage les 100 et 200 mètres dos, les 200 et 400 mètres quatre nages ainsi que le relais 4 x 100 mètres quatre nages, sans atteindre de finale.
Elle dispute la finale du relais 4 x 100 mètres nage libre des Championnats du monde de natation en petit bassin 1993 à Palma, terminant à la 6e place. Elle termine ensuite quatrième de la finale du relais 4 x 100 mètres nage libre et huitième de la finale du 200 mètres dos aux Jeux du Commonwealth de 1994 à Victoria.
Elle remporte aux Jeux africains de 1995 à Harare la médaille d'or du 200 mètres dos et la médaille de bronze du 100 mètres dos,.